# Nihonmatsu Yoshitaka
Nihonmatsu Yoshitaka (二本松義孝?; 1576 – 1655?) è stato un samurai giapponese nato verso la fine del periodo Sengoku, secondo figlio di Hatakeyama Yoshitsugu.
Conosciuto anche come Hatakeyama Yoshitaka era figlio di Nihonmatsu Yoshitsugu. 
Dopo la distruzione del clan Nihonmatsu-Hatakeyama avvenuta nel 1586 per mano di Date Masamune che ne uccise il padre, fuggì ad Aizu e si unì al clan Ashina. Dopo la caduta degli Ashina nella battaglia di Suriagehara divenne servitore del clan Uesugi e prese parte all’assedio di Hasedō. Divenne successivamente servitore dei clan Gamō e Katō.